# Elisabeth Deichmann-Schaaffhausen

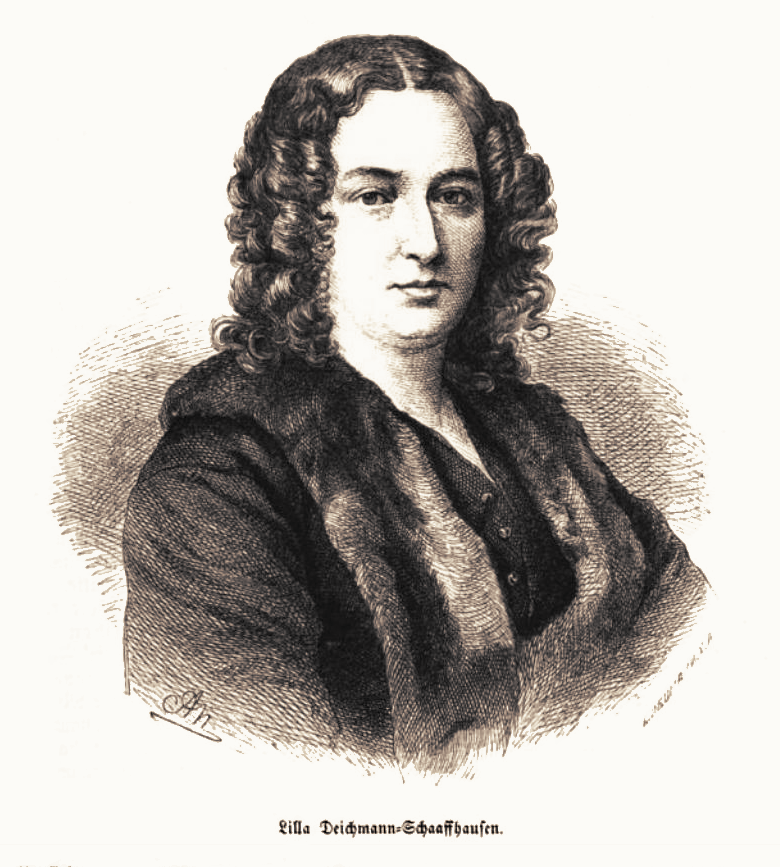
Lilla Deichmann-Schaaffhausen (um 1874) in Westermanns Monatsheften

Elisabeth Jacobine Eleonore Deichmann-Schaaffhausen (* 13. Mai 1811 in Köln; † 4. Juli 1888 in Bonn), genannt Lilla, war die jüngste Tochter des Kölner Bankiers Abraham Schaaffhausen und dessen zweiter Ehefrau Therese De Maes. Sie war eine Halbschwester von Sibylle Mertens-Schaaffhausen.

## Leben
Lilla Schaaffhausen heiratete, obwohl römisch-katholisch, 1830 den Protestanten Wilhelm Ludwig Deichmann, der kurz zuvor die Schaaffhausen’sche Bank übernommen hatte. Gemeinsam bekamen sie vier Söhne und sieben Töchter. Die Söhne wurden evangelisch, die Töchter katholisch erzogen.
1836 kaufte die Familie bei Bonn ein barockes Schloss als Sommersitz (heute: Schloss Deichmannsaue), das bald zu einem Anziehungspunkt der Bonner Gesellschaft wurde. Hier verkehrten Künstler und hochgestellte Persönlichkeiten, wie das preußische Kronprinzenpaar Wilhelm und Augusta, Clara Schumann, Franz Liszt und Max Bruch. Johannes Brahms soll hier 1853 seine Klaviersonate C-Dur op. 1 komponiert haben.
Lilla Deichmann-Schaaffhausen war vielseitig begabt und wurde im Alter von 60 Jahren die erste Studentin der Rheinischen Friedrich-Wilhelms-Universität Bonn, Jahrzehnte bevor Frauen offiziell zum Studium zugelassen wurden. Sie studierte Augenheilkunde und führte sogar eine Staroperation durch. Im Deutsch-Französischen Krieg 1870/1871 leitete sie ein Lazarett, zunächst bis April 1871 in Bad Ems, später im Jagdschloss Wabern bei Kassel.
1878 erwarb Lilla Deichmann-Schaaffhausen für 200 Mark das Bürgerrecht der Gemeinde Schellenberg und damit die Staatsbürgerschaft des Fürstentums Liechtenstein. Sie lebte auch einige Zeit im Gasthof Löwen in Vaduz, kehrte dann aber wieder nach Deutschland zurück. In den folgenden Jahren spendete sie häufiger größere Geldsummen an das Fürstentum Liechtenstein und insbesondere an die Gemeinde Schellenberg.
Später schloss sie sich der Altkatholischen Kirche an und stiftete für den ersten Bischof Hubert Reinkens die Insignien (Ring, Kreuz, Bischofsstab und Mitra).

## Auszeichnungen
Spätestens 1872 wurde Deichmann-Schaaffhausen mit dem Verdienstkreuz für Frauen und Jungfrauen und 1873 mit dem königlich-württembergischen Olga-Orden geehrt.

## Sonstiges
Der Violinist und Musikwissenschaftler Joseph von Wasielewski widmete ihr seine Schumann Biographie sowie sein Buch Die Violine und ihre Meister mit den Worten „Frau Lilla Deichmann geb. Schaaffhausen auf Mehlemer Au bei Bonn in dankbarer Verehrung“.